# Elat'ma
Elat'ma (in russo Елатьма?) è un insediamento di tipo urbano della Russia europea centrale, situato nel distretto Kasimovskij dell'oblast' di Rjazan'.
Si trova sulla riva sinistra del fiume Oka, 206 km a est-nord-est di Rjazan' e 23 km a est di Kasimov.